# Tujilane Chizumila
Tujilane Rose Chizumila (née le 14 mai 1953) est une avocate et juriste malawienne qui est nommée à la Cour africaine des droits de l'homme et des peuples pour un mandat de six ans en 2017.

## Jeunesse et éducation
Chizumila est née le 14 mai 1953 à Zomba, au Malawi,. Son père, George Michongwe, est un haut fonctionnaire affecté à la délégation du Malawi aux Nations Unies à New York en 1964. Après la crise du Cabinet de 1964 au Malawi, la famille s'est enfuie en exil en 1966, s'installant comme réfugiée en Tanzanie. Elle est titulaire d'une licence en droit de l'Université de Dar es Salaam, et d'une maîtrise en droit international, obtenue en Allemagne,.

## Carrière
Chizumila et ses deux fils sont retournés au Malawi en 1988, où elle a travaillé pour Save the Children pendant dix-huit mois en attendant une habilitation de sécurité parce qu'elle est l'enfant d'un "rebelle". Elle est dirigée par Hastings Banda pour faire rapport au ministre de la Justice en tant qu'avocate d'État. Elle est la première femme à créer un cabinet d'avocats au Malawi.
En 2000, Chizumila est nommée haut-commissaire du Malawi au Zimbabwe. Elle est nommée juge à la Haute Cour du Malawi en 2003 par le président Bakili Muluzi. Sa publication, "Le point de vue d'une veuve - une expérience personnelle" a conduit à la promulgation d'une loi faisant de l'accaparement des biens un délit au Malawi.
Chizumila est la première femme ombudsman du Malawi, servant de 2010 à 2015,. En 2012, elle est accusée de népotisme et est arrêtée et interrogée à Lilongwe, soupçonnée d'abus de pouvoir,. Elle a refusé de démissionner alors qu'aucune preuve ne pouvait être produite contre elle. En avril 2013, cinq hommes armés ont fait une descente dans sa maison à Lilongwe, volant des biens et la menaçant, elle et ses enfants,.
Chizumila est élue à la Cour africaine lors de la réunion de l'Union africaine à Addis-Abeba en janvier 2017,, aux côtés de l'Algérien Bensaoula Chafika. Les deux ont prêté serment le 6 mars, portant pour la première fois le nombre de femmes à la cour à cinq sur onze juges et remplissant l'exigence de parité hommes-femmes du protocole portant création de la cour.

## Vie privée
Chizumila s'est mariée en Tanzanie et a deux fils et une fille. Elle a divorcé de son mari pour. Au Malawi, elle a épousé Collins Chizumila, un défenseur de la démocratie et membre fondateur du Front démocratique uni qui avait été ministre malawite de la Justice et procureur général en 1992. Il est décédé en 1996 et en trois semaines, elle a perdu tous ses biens, y compris sa maison qui est vendue par son beau-fils. Chizumila parle anglais, allemand, Chewa et Swahili.